# 艾因札拉
艾因札拉(英語：Ain Zara)是利比亞西部的一個小鎮和綠洲，位於的黎波里塔尼亞地區。

## 歷史
艾因札拉在古代是重要的農業中心。而在艾因扎拉的周圍地區，發現了四世紀基督教大墓地的遺跡。
在義土戰爭中，義大利軍隊在與奧斯曼土耳其帝國軍隊激烈戰鬥後於1911年12月4日佔領此地。佔領了艾因扎拉之後，義大利軍隊進一步加強了該地區的防禦力，並建立了一條新的鐵路路段意属利比亚铁路，將艾因扎拉連接到的黎波里 。
2018年9月2日，利比亞內戰期間，敵對民兵之間為爭奪該地區的控制權而展開的戰鬥，同時約有400名囚犯從該鎮的監獄中逃脫。